# Walter Haller
Walter Haller (...) è un ex bobbista tedesco.

## Biografia
Ai campionati mondiali vinse una medaglia d'oro nel 1958, nel bob a quattro con Hans Rösch, Theodore Bauer e Alfred Hammer.